# 野口弥吉
野口 弥吉（のぐち やきち、1899年9月14日 - 没年不詳）は、日本の作物学者、東京大学名誉教授。

## 来歴
東京出身。1917年東京府立第一中学校卒。東京帝国大学農学部卒。1930年農学博士。東京帝大助教授、1937年教授。60年定年退官、名誉教授。日本農業研究所研究員。煙草、芋、大根などの多収穫を計り、栽培学に生物学の新学説を導入した。

## 著書
- 『非メンデル式作物育種法』養賢堂 1941
- 『農の科学』河出書房 1947
- 『栽培原論』養賢堂 1946
- 『やさしい栽培原論』若い農業社 1949
- 『農学概論』養賢堂 1950 農学全書
- 『日本における高冷地農業の諸問題』日本太平洋問題調査会編 農林統計協会 1952
- 『水田農業立地論』養賢堂 1957
- 『たばこ黄色種の栽培に関する農業生態学的研究』日本専売公社中央研究所 1967

## 共編著
- 『海南島農業調査報告』藤原彰夫,高橋晴貞共著 外務省通商局編 日本国際協会 1940
- 『農業技術』福島要一共著 河出書房 1948 農学集書
- 『植物バイラス病研究報告』明日山秀文共編 養賢堂 1950
- 『農業図説大系』全5巻 編 中山書店 1954
- 『おかしとくだもの』古川晴男共著 青葉書房 1957 学級図書館

## 翻訳
- L.D.ベーバー『土壌物理学』福田仁志共訳 朝倉書店 1955
- G.アッチ『農業生態学』朝倉書店 1958
- N.A.マクシーモフ『植物と水 植物の水分生理と耐乾性に関する論文集』共訳 刀江書院 1959

## 記念論集
- 『開花の生理生態的研究 禾穀類,とくに水稲・麦類の幼穂形成および発育の生理生態学的研究』野口弥吉博士還暦記念事業会 1960

## 論文・寄稿
- 野口彌吉「光線に依る水稻出穗のコントロールに就て : 補遺 (第九圖版附屬)」『日本作物學會紀事』第2巻第2号、日本作物学会、1930年、153-160_1、doi:10.1626/jcs.2.153、ISSN 0011-1848、NAID 130003728961。
- 野口彌吉「稻の開花に對する外界の影響に就て : 續報 : 特に花粉の發芽及び花粉管の延長に就て : 要旨」『日本作物學會紀事』第3巻第1号、日本作物学会、1931年、22-23頁、doi:10.1626/jcs.3.22、ISSN 0011-1848、NAID 130003885622。
- 野口彌吉, 菅原友太「蕎麥及び向日葵の同質倍數體に就いて」『遺伝學雑誌』第18巻第2号、日本遺伝学会、1942年、117-118頁、doi:10.1266/jjg.18.117、ISSN 0021-504X、NAID 130000062759。
- 野口彌吉「ハウレンサウの倍數體に就いて」『遺伝學雑誌』第19巻第3号、日本遺伝学会、1943年、106-107頁、doi:10.1266/jjg.19.106、ISSN 0021-504X、NAID 130000055910。
- 野口弥吉「科学的技術の普及についての私見」『農業技術』第3巻第9号、農業技術協会、1948年9月、2-12頁、ISSN 03888479、NAID 40003106333。
- 野口弥吉「イナ作の北進--研究室ノート」『農業朝日』第4巻第6号、朝日新聞社、1949年6月、10-11頁、NAID 40003094065。
- 野口弥吉「イモ作りに代るもの」『農業朝日』第4巻第12号、朝日新聞社、1949年12月、26-27頁、NAID 40003094076。
- 野口彌吉「京菜とカラシ菜」『遺伝』第4巻第4号、エヌ・ティー・エス、1950年3月、46-47頁、ISSN 03870022、NAID 40017486532。
- 野口彌吉「ヒマワリの倍数体の子孫に現われた優良系統について」『育種研究』第4号、養賢堂、1950年12月、105-112頁、NAID 40017484100。
- 野口彌吉「植物ホルモン研究の展開」『科学』第21巻第4号、岩波書店、1951年4月、203-204頁、ISSN 00227625、NAID 40017545031。
- 野口彌吉「農業技術の盲点」『地上』第5巻第6号、家の光協会、1951年6月、8-15頁、ISSN 09137815、NAID 40018039773。
- 野口彌吉「ダイズ作りの考え方と実際」『農業朝日』第6巻第7号、朝日新聞社、1951年6月、附録、NAID 40018394389。
- 野口彌吉「合成花成ホルモン」『科学』第21巻第7号、岩波書店、1951年7月、344頁、ISSN 00227625、NAID 40017545089。
- 野口彌吉「今年の農業技術を顧みて」『農業技術』第6巻第12号、農業技術協会、1951年12月、1-4頁、ISSN 03888479、NAID 40018408721。
- 野口弥吉「水稲の本質-1-」『農業昭和』第35号、昭和農事研究会、1953年10月、1-5頁、NAID 40018412863。
- 野口弥吉「農業立地の問題点-33-」『農業および園芸』第28巻第11号、養賢堂、1953年11月、1357-1360頁、ISSN 03695247、NAID 40018402742。
- 野口弥吉「稲作技術10年の回顧」『農業および園芸』第29巻第1号、養賢堂、1954年1月、81-84頁、ISSN 03695247、NAID 40018403055。
- 野口弥吉「耕種技術か経営技術か」『農業技術研究』第8巻第1号、静岡県農業協同組合中央会、1954年1月、2-5頁、ISSN 09124578、NAID 40018410236。
- 野口弥吉「農業技術30年の回顧」『農業および園芸』第31巻第1号、養賢堂、1956年1月、ISSN 03695247、NAID 40018403938。
- 野口弥吉「水稲における燐欠乏による突然変異の誘起」『育種学雑誌』第8巻第3号、日本育種学会、1958年、137-141頁、doi:10.1270/jsbbs1951.8.137、ISSN 0536-3683、NAID 130003479486。
- 野口弥吉「水稲の幼穂形成機構に関する研究 : 第1報 高温による出穂促進について」『育種学雑誌』第8巻第4号、日本育種学会、1959年、247-254頁、doi:10.1270/jsbbs1951.8.247、ISSN 0536-3683、NAID 130003404793。
- 野口弥吉, 鎌田悦男「水稲の幼穂形成機構に関する研究 : 第2報 高温感応の時期について」『育種学雑誌』第9巻第1号、日本育種学会、1959年、33-40頁、doi:10.1270/jsbbs1951.9.33、ISSN 0536-3683、NAID 130003479498。
- 野口弥吉「水稲の幼穂形成機構に関する研究 : 第3報 催芽種子の温度処理について」『育種学雑誌』第9巻第4号、日本育種学会、1959年、205-211頁、doi:10.1270/jsbbs1951.9.205、ISSN 0536-3683、NAID 130003479522。
- 野口弥吉「水稲の幼穂形成機構に関する研究 : 第4報 変温による温度感応の探究」『育種学雑誌』第10巻第2号、日本育種学会、1960年、101-106頁、doi:10.1270/jsbbs1951.10.101、ISSN 0536-3683、NAID 130003477658。
- 野口彌吉「水稲幼穗分化の機構」『科学』第30巻第8号、岩波書店、1960年8月、398-402頁、ISSN 00227625、NAID 40017544138。

## 参考
- デジタル版日本人名大辞典:
- 伊藤一幸「野口弥吉名誉会員のご逝去を悼む」『雑草研究』第47巻第3号、日本雑草学会、2002年9月、mae1、ISSN 0372798X、NAID 110003889496。